# 학눌
학눌(學訥, 1888년 7월 7일~1966년 10월 15일)은 대한민국의 불교 승려로 속명은 이찬형(李燦亨)이다.

## 이름과 본관
속명은 이찬형(李燦亨). 본관은 수안(遂安). 법명은 원명(元明). 법호는 효봉(曉峰), 학눌(學訥).

## 생애

### 청년 시절
평안도 양덕에서 출생하여 지난날 한때 평안도 대동에서 잠시 유아기를 보낸 적이 있는 그는 그 후 평안도 평양에서 성장하였으며 1901년 대한제국 조선 황조 백일장에 장원 급제하였다. 그 후 평안남도 평양 광성고등보통학교를 수료한 이후 1907년 일본 오사카 제1중학교 졸업을 거쳐 1909년 평남 평양고보 입학하였으며 1912년 평양고보 졸업을 한 그는 같은 해(1912년)에 일본 와세다 대학교 법학과를 입학하였으나 8개월만에 중퇴하였다.

### 법관 생활 단념과 불교 승려 입문
1912년 11월, 그렇게 일본 유학을 마친 후 귀국한 그는 이듬해 1913년 3월에 판사가 되어 10년 6개월간의 법관 생활을 하였다. 이때 한 죄수에게 1923년 3월, 사형 선고를 내린 것이 같은 해 6월, 잘못으로 밝혀지자, 과오의 심각성과 양심의 가책과 인생의 무상함을 느끼고 같은 해(1923년) 9월, 판사 직책까지 사직(판사 사퇴)하면서 2년 남짓 전국을 방랑하다가, 1925년 금강산 신계사로 들어가 승려가 되었다. 1929년 순천 송광사에서 불교 최고의 과정인 대교과를 공부하였다. 그 후 상원사 등 여러 절을 돌아다니며 불법을 편 후, 1941년 송광사에서 대종사의 직위를 받았다.

### 광복 이후와 만년
8·15 광복과 대한민국 정부 수립 이후를 전후한 시절에 그는 1947년부터 2년 후 1949년까지 동국대학교 초빙교수 등을 역임함으로써 잠시 대학 교수(불교 교육자)로 활약을 하기도 하였고 1954년 불교 종단 정화 준비위원이 되어 불교 정화 운동에 앞장섰으며, 1956년 네팔에서 개최된 불교도 대회에 대한민국 대표로 참석하였다. 1958년 대한민국 불교계의 최고 지도자가 되어 여러 파로 갈라져 있는 불교계의 통합을 위해 노력하였다.

### 사망
1966년 경상남도 밀양 표충사에서 입적(사망)하였는데, 입적 당시 32개의 사리가 나왔다. 영결식은 서울 조계사에서 조계종단장으로 치러졌고 사리와 정골은 송광사, 표충사, 용화사, 미래사 등지에 나누어 봉안하였다.

### 주요 경력
- 대한불교조계종 종정
- 통합종단 종정

### 이외 이력
- 동국대학교 초빙교수(1947년~1949년)

## 같이 보기
- 한국의 선불교
- 대한불교조계종